# Tarefa
Tarefa, auch Quadrat-Tarefa, war ein Flächenmaß in Brasilien, das regional recht unterschiedlich war und zwischen 30 und mehr als 40 Ar betragen konnte. Das Maß galt noch nach dem gesetzlich eingeführten metrischen Maßsystem. Die neuen Maße wurden am 26. Juni 1862 beschlossen und zum 1. Januar 1874 in Kraft gesetzt.
- Bahia: 1 Tarefa = 900 Braça quadratas = 0,4356 Hektar
- Ceará: 1 Tarefa = 0,363 Hektar
- Alagoas, Rio Grande do Norte, Sergipe: 1 Tarefa = 0,3025 Hektar